# Pilaria amica
Pilaria amica är en tvåvingeart som först beskrevs av Alexander 1915.  Pilaria amica ingår i släktet Pilaria och familjen småharkrankar. Inga underarter finns listade i Catalogue of Life.